# Банана (ДР Конго)
Банана (фр. Banana) је мала атлантска лука у провинцији Доњи Конго у Демократској Републици Конго. Лука је смештена у заливу Банана и увучена око 1 km у ушћу реке Конго у Атлантски океан.

## Постројење
Лука Банана је широка 75 m и дубока око 5,18 m. У луци се налазе два мала крана за подизање терета и неколико мањих пристаништа. Град је спојен нафтним терминалом са градом Муанда.

## Историја
Насеље се развило у луку за превоз робова у 19. веку. 
Белгијски краљ Леополд II је у луци Банана 1885. објавио оснивање Слободне Државе Конго. Оснивање ове приватне државе су му дозволиле велике силе на Конференцији у Берлину. 
Град Банана је био главна база белгијске морнарице до независности Конга, 1960.
Љути грађански рат деведесетих захватио је и Банану, међутим у малим размерама. Побуна вођена од стране Тутсија против Кабиле је допрла 6. августа 1998. и на запад ДР Конго. Борбе су се водиле за нафтна постројења и поморске луке. Град је пао у руке побуњеника и два америчка радника из нафтне компаније Шеврон су била заробљена.